# اللغة الموساساوية
لغة موساسا أو اللغة الموساساوية، هي واحدة من اللغات البهارية من لغات الهند الشرقية. يتحدث بها حوالي 50 ألف شخص إلى حدود معطيات سنة 2003.
وهي واحدة من مجموعة اللغات البهارية المنتشرة في الهند الشرقية وأجزاء من النيبال والهند وبعض مناطق بتغلاديش وبورما.
وبذلك تعتبر اللغة الموساساوية لغة هندو آرية، تنتمي إلى عائلة اللغات الهندية الأوروبية. وهي لغة إقليمية محكية في أجزاء من شمال الشرقي للهند وتتمركز في إقليم بهار (الهند) (बिहार) إحدى ولايات الهند، وهي تقع في الجزء الشرقي من البلاد، وعاصمتها باتنا. تقع شمالها جمهورية النيبال. كما تتحدثها المناطق النيبالية على الحدود الهندية.